# Premi Campiello
El Premi Campiello és un premi literari italià que s'atorga anualment a una obra de narrativa editada durant l'any en curs. El Campiello és el resultat d'una iniciativa dels industrials de la regió del Vèneto l'any 1962. La cerimònia dels premis té lloc a Venècia, normalment al Palau Ducal o al Gran Teatre La Fenice.

## Reglament
S'admeten al premi obres de narrativa italiana (novel·les i contes) publicades durant el període entre l'1 de maig i el 30 d'abril de l'any en curs. S'exclouen les obres d'assaig. La modalitat de premis és especial. A diferència de la majoria de premis literaris, els crítics escullen un ventall de 5 títols que es sotmeten a un Jurat dels Lectors, també anomenat Jurat dels Tres-cents, compost per 300 lectors de diferent provinença social, edat, cultura, professió i posició social que decidiran quin dels 5 finalistes guanya el Campiello. Es pot formar part del Jurat Popular una sola vegada. Des del 2004 també es concedeix el Premi Campiello Opera Prima, a la primera novel·la publicada per un autor emergent.

## Llista dels guanyadors
S'indiquen tots els llibres participants a les finals del Premi. Del guanyador, si hi ha traducció al català, s'indica l'edició catalana amb el nom del traductor i l'editorial.
| Any  | Autor guanyador                        | Títol de l'obra guanyadora | Altres finalistes (autor i títol de l'obra) |
| ---- | -------------------------------------- | --- | --- |
| 1963 | Primo Levi                             | La tregua / La treva (trad. de Francesc Miravitlles per Edicions 62)                                                                   | Carlo Alianello, L'eredità della priora Elio Bartolini, La donna al punto Fortunato Pasqualino, Mio padre Adamo Giorgio Saviane, Il Papa |
| 1964 | Giuseppe Berto                         | Il male oscuro | Laudomia Bonanni, L'adultera Piero Chiara, La spartizione Tommaso Landolfi, Tre racconti Luigi Santucci, Il velocifero |
| 1965 | Mario Pomilio                          | La compromissione | Antonio Aniante, Il figlio del sole Beatrice Solinas Donghi, L'uomo fedele Fulvio Tomizza, La quinta stagione Dante Troisi, I bianchi e i neri |
| 1966 | Alberto Bevilacqua                     | Questa specie d'amore | Giovanni Dusi, La moglie Luigi Malerba, Il serpente Gino Montesanto, La cupola Mario Tobino, Sulla spiaggia e di là del molo |
| 1967 | Luigi Santucci                         | Orfeo in Paradiso | Antonio Barolini, Le notti della paura Carlo Cassola, Storia di Ada Gino De Sanctis, Il minimo d'ombra Giuseppe Mesirca, Una vecchia signora |
| 1968 | Ignazio Silone                         | L'avventura di un povero cristiano | Arrigo Benedetti, Il ballo angelico Carlo Castellaneta, Gli incantesimi Luigi Compagnone, Capriccio con rovine Pier Maria Pasinetti, Il ponte dell'Accademia                                                                                       |
| 1969 | Giorgio Bassani                        | L'airone | Giulio Cattaneo, Da inverno a inverno Giuliano Gramigna, Marcel ritrovato Stelio Mattioni, Il re ne comanda una Giuseppe Raimondi, Le nevi dell'altro anno                                                                                         |
| 1970 | Mario Soldati                          | L'attore | Ennio Flaiano, Il gioco e il massacro Carlo Emilio Gadda, La meccanica Goffredo Parise, Il crematorio di Vienna Neri Pozza, Processo per eresia |
| 1971 | Gianna Manzini                         | Ritratto in piedi | Manlio Cancogni, Il ritorno Renato Ghiotto, Adios Ercole Patti, Diario siciliano Enrico Raffi, Sposa mia |
| 1972 | Mario Tobino                           | Per le antiche scale | Alberto Arbasino, La bella di Lodi Giovanni Arpino, Randagio è l'eroe Carlo Laurenzi, Quell'antico amore Ottiero Ottieri, Il campo di concentrazione                                                                                               |
| 1973 | Carlo Sgorlon                          | Il trono di legno | Carlo Cassola, Monte Mario Raffaele La Capria, Amore e Psiche Luigi Magnani, Il nipote di Beethoven Giorgio Saviane, Il mare verticale |
| 1974 | Stefano Terra                          | Alessandra | Rodolfo Doni, Muro d'ombra Tommaso Landolfi, Le labrene Fulvio Tomizza, Dove tornare Fiora Vincenti, Utopia per flauto solo |
| 1975 | Stanislao Nievo                        | Il prato in fondo al mare | Carla Cerati, Un matrimonio perfetto Gino Montesanto, Il figlio Giorgio Soavi, Memorie di un miliardario Alberto Vigevani, Il grembiule rosso |
| 1976 | Gaetano Tumiati                        | Il busto di gesso | Paolo Barbaro, Le pietre, l'amore Carlo Coccioli, Davide Alfredo Todisco, Storia naturale di una passione Mimi Zorzi, La nuova età |
| 1977 | Saverio Strati                         | Il selvaggio di Santa Venere | Carlo Della Corte, Cuor di padrone Gina Lagorio, La spiaggia del lupo Ferruccio Parazzoli, Il giro del mondo Eugenio Travaini, Il vento in testa                                                                                                   |
| 1978 | Gianni Granzotto                       | Carlo Magno | Elio Bartolini, Pontificale in San Marco Giuseppe Bonaviri, Dolcissimo Pasquale Festa Campanile, Il ladrone Giuseppe Pontiggia, Il giocatore invisibile                                                                                            |
| 1979 | Mario Rigoni Stern                     | Storia di Tönle | Giuseppe Cassieri, Ingannare l'attesa Italo Alighiero Chiusano, L'ordalia Rolly Marchi, Ride la luna Luciano Marigo, Due giorni con Chiara |
| 1980 | Giovanni Arpino                        | Il fratello italiano | Antonio Altomonte, Sua Eccellenza Stelio Mattioni, Il richiamo di Alma Rossana Ombres, Serenata Luigi Testaferrata, L'altissimo e le rose |
| 1981 | Gesualdo Bufalino                      | Diceria dell'untore / El Sembrador de pesta, traducció de Xavier Riu per La Magrana                                                    | Anna Banti, Un grido lacerante Gian Piero Bona, Il silenzio delle cicale Tonino Guerra, I guardatori della luna Bino Sanminiatelli, La vita in campagna                                                                                            |
| 1982 | Primo Levi                             | Se non ora, quando? | Raul Lunardi, Alessandria Ferruccio Parazzoli, Uccelli del paradiso Goffredo Parise, Sillabario N.2 Antonio Terzi, La fuga delle api |
| 1983 | Carlo Sgorlon                          | La conchiglia di Anataj | Isabella Bossi Fedrigotti, Casa di guerra Alcide Paolini, L'eterna finzione Pier Maria Pasinetti, Dorsoduro Ferruccio Ulivi, La notte di Toledo |
| 1984 | Pasquale Festa Campanile               | Per amore, solo per amore | Antonio Altomonte, Il fratello orientale Raffaele Crovi, Ladro di ferragosto Guglielmo Petroni, Il nome delle parole Giorgio Soavi, Il conte |
| 1985 | Mario Biondi                           | Gli occhi di una donna | Giorgio Montefoschi, La terza donna Gino Montesanto, Così non sia Roberto Pazzi, Cercando l'imperatore Antonio Tabucchi, Piccoli equivoci senza importanza                                                                                         |
| 1986 | Alberto Ongaro                         | La partita | Ferdinando Camon, La donna dei fili Neri Pozza, L'ultimo della classe Fulvio Tomizza, Gli sposi di Via Rossetti Mimi Zorzi, La vita a metà |
| 1987 | Raffaele Nigro                         | I fuochi del Basento | Sergio Ferrero, La valigia vuota Giuliana Morandini, Angelo a Berlino Emilio Tadini, La lunga notte Dante Troisi L'inquisitore dell'interno sedici                                                                                                 |
| 1988 | Rosetta Loy                            | Le strade di polvere | Paolo Barbaro, Diario a due Giulio Cisco, La Patria riconoscente Marta Morazzoni, L'invenzione della verità Renzo Rosso, Le donne divine |
| 1989 | Francesca Duranti                      | Effetti personali / Efectes personals (trad. de Joan F. Mira per Eliseu Climent)                                                       | Ferdinando Camon, Il canto delle balene Paola Capriolo, Il nocchiero Giorgio Pressburger, La legge degli spazi bianchi Giampaolo Rugarli, Il nido di ghiaccio                                                                                      |
| 1990 | Dacia Maraini                          | La lunga vita di Marianna Ucrìa / La llarga vida de la Marianna Ucria, traducció de Marta Hernández Pibernat per l'editorial Minúscula | Carlo Della Corte, Il diavolo suppongo Nino Majellaro, L'isola delle comete Michele Mari, Io venia pien d'angoscia a rimirarti Sebastiano Vassalli, La chimera                                                                                     |
| 1991 | Isabella Bossi Fedrigotti              | Di buona famiglia | Alessandro Baricco, Castelli di rabbia Raffaele Crovi, Le parole del padre Renato Minore, Rimbaud Giorgio Montefoschi, Il volto nascosto |
| 1992 | Sergio Maldini                         | La casa a Nord-Est | Luca Doninelli, La revoca Luigi Malerba, Le pietre volanti Marta Morazzoni, Casa materna Enzo Siciliano, Carta blu |
| 1993 | Raffaele Crovi                         | La valle dei cavalieri | Antonio Debenedetti, Racconti naturali e straordinari Stefano Jacomuzzi, Le storie dell'ultimo giorno Gabriele Romagnoli, Navi in bottiglia Fulvio Tomizza, I rapporti colpevoli                                                                   |
| 1994 | Antonio Tabucchi                       | Sostiene Pereira / Afirma Pereira (trad. de Xavier Riu per Edicions 62)                                                                | Alberto Arbasino, Fratelli d'Italia Francesco Biamonti, Attesa sul mare Margaret Mazzantini, Il catino di zinco Giuseppe Pontiggia, Vita di uomini non illustri                                                                                    |
| 1995 | Maurizio Maggiani                      | Il coraggio del pettirosso | Paolo Barbaro, La casa con le luci Enrico Brizzi, Jack Frusciante è uscito dal gruppo Daniele Del Giudice, Staccando l'ombra da Virgilio Scapin, Il bastone a calice                                                                               |
| 1996 | Enzo Bettiza                           | Esilio | Roberto Cotroneo, Presto con fuoco Piero Meldini, L'antidoto della malinconia Roberto Pazzi, Incerti di viaggio Michele Prisco, Il pellicano di pietra                                                                                             |
| 1997 | Marta Morazzoni                        | Il caso Courrier | Eraldo Affinati, Campo del sangue Daniele Del Giudice, Mania Enrico Pellegrini, La negligenza Elisabetta Rasy, Posillipo |
| 1998 | Cesare De Marchi                       | Il talento | Francesco Biamonti, Le parole la notte Romolo Bugaro, La buona e brava gente della nazione Laura Pariani, La perfezione degli elastici (e del cinema) Ugo Riccarelli, Un uomo che forse si chiamava Schulz                                         |
| 1999 | Ermanno Rea                            | Fuochi fiammanti a un'ora di notte | Cino Boccazzi, La bicicletta di mio padre Guido Conti, I cieli di vetro Giampaolo Spinato, Il cuore rovesciato Simona Vinci, In tutti i sensi come l'amore                                                                                         |
| 2000 | Sandro Veronesi                        | La forza del passato | Vito Bruno, Mare mare Sergio Ferrero, Le farfalle di Voltaire Paola Mastrocola, La gallina volante Franco Scaglia, Margherita vuole il regno |
| 2001 | Giuseppe Pontiggia                     | Nati due volte / Nascut dues vegades, trad. d'Anna Casassas per La Magrana                                                             | Bruno Arpaia, L'angelo della storia Giorgio Calcagno, Dodici Lei Diego De Silva, Certi bambini Domenico Starnone, Via Gemito |
| 2002 | Franco Scaglia                         | Il custode dell'acqua | Giosuè Calaciura, Sgobbo Diego Marani, L'ultimo dei Vostiachi Giancarlo Marinelli, Dopo l'amore Nico Orengo, La curva del Latte |
| 2003 | Marco Santagata                        | Il Maestro dei santi pallidi | Roberto Alajmo, Cuore di madre Giuseppe Montesano, Di questa vita menzognera Laura Pariani, L'uovo di Geltrudina Simona Vinci, Come prima delle madri                                                                                              |
| 2004 | Paola Mastrocola                       | Una barca nel bosco | Carmine Abate, La festa del ritorno Antonia Arslan, La masseria delle allodole Alberto Bevilacqua, La Pasqua Rossa Luigi Guarnieri, La doppia vita di Vermeer Opera prima: Mosca più balena di Valeria Parrella                                    |
| 2005 | ex aequo Pino Roveredo Antonio Scurati | Mandami a dire Il sopravvissuto | Ennio Cavalli, Quattro errori di Dio Gianni Celati, Fata Morgana Raffaele Nigro, Malvarosa Opera prima: Con le peggiori intenzioni di Alessandro Piperno                                                                                           |
| 2006 | Salvatore Niffoi                       | La vedova scalza / La Vídua descalça, trad. de Pau Vidal per Edicions 62                                                               | Giancarlo Marinelli, Ti lascio il meglio di me Claudio Piersanti, Il ritorno a casa di Enrico Metz Nico Orengo, Di viole e liquirizia Pietrangelo Buttafuoco, Le uova del drago Opera prima: Senza coda di Marco Missiroli                         |
| 2007 | Mariolina Venezia                      | Mille anni che sto qui / Fa mil anys que sóc aquí, traducció d'Anna Casassas per La Campana.                                           | Milena Agus, Mal di pietre Romolo Bugaro, Il labirinto delle passioni perdute Carlo Fruttero, Donne informate sui fatti Alessandro Zaccuri, Il signor figlio Opera prima: Fìdeg di Paolo Colagrande                                                |
| 2008 | Benedetta Cibrario                     | Rossovermiglio | Eliana Bouchard, Louise. Canzone senza pause Paolo Di Stefano, Nel cuore che ti cerca Chiara Gamberale, La zona cieca Cinzia Tani, Sole e ombra Opera prima: La solitudine dei numeri primi di Paolo Giordano                                      |
| 2009 | Margaret Mazzantini                    | Venuto al mondo | Elena Loewenthal, Conta le stelle, se puoi Francesco Recami, Il superstizioso Andrea Vitali, Almeno il cappello Pierluigi Panza, La croce e la sfinge, vita scellerata di Giovan Battista Piranesi Opera prima: L'ultima estate di Cesarina Vighy. |
| 2010 | Michela Murgia                         | Accabadora / L'Acabadora, traducció de Mercè Ubach per Proa                                                                            | Gianrico Carofiglio, Le perfezioni provvisorie Gad Lerner, Scintille. Una storia di anime vagabonde Laura Pariani, Milano è una selva oscura Antonio Pennacchi, Canale Mussolini Opera prima: Acciaio di Silvia Avallone.                          |
| 2011 | Andrea Molesini                        | Non tutti i bastardi sono di Vienna | Federica Manzon, Di fama e di sventura Ernesto Ferrero, Disegnare il vento Maria Pia Ammirati, Se tu fossi qui Giuseppe Lupo, L'ultima sposa di Palmira Opera prima: Settanta acrilico trenta lana di Viola Di Grado.                              |
| 2012 | Carmine Abate                          | La collina del vento | Francesca Melandri, Più alto del mare Marco Missiroli, Il senso dell'elefante Giovanni Montanaro, Tutti i colori del mondo Marcello Fois, Il tempo di mezzo Opera prima: Il trono vuoto di Roberto Andò.                                           |
| 2013 | Ugo Riccarelli                         | L'amore graffia il mondo | Fabio Stassi, L'ultimo ballo di Charlot Giovanni Cocco, La caduta Beatrice Masini, Tentativi di botanica degli affetti Valerio Magrelli, Geologia di un padre Opera prima: Cate, io di Matteo Cellini.                                             |
| 2014 | Giorgio Fontana                        | Morte di un uomo felice | Mauro Corona, La voce degli uomini freddi Giorgio Falco, La gemella H Fausta Garavini, Le vite di Monsù Desiderio Michele Mari, Roderick Duddle Opera prima: La fabbrica del panico di Stefano Valenti.                                            |
| 2015 | Marco Balzano                          | L'ultimo arrivato | Antonio Scurati, Il tempo migliore della nostra vita Carmen Pellegrino, Cade la terra Paolo Colagrande, Senti le rane Vittorio Giacopini, La mappa Opera prima: La vita prodigiosa di Isidoro Sifflotin d'Enrico Ianniello                         |
| 2016 | Simona Vinci                           | La prima verità | Alessandro Bertante, Gli ultimi ragazzi del secolo Luca Doninelli, Le cose semplici Elisabetta Rasy, Le regole del fuoco Andrea Tarabbia, Il giardino delle mosche Opera prima: La teologia del cinghiale di Gesuino Némus                         |
| 2017 | Donatella Di Pietrantonio              | L'Arminuta | Mauro Covacich, La città interiore Stefano Massini, Qualcosa sui Lehman Laura Pugno, La ragazza selvaggia Alessandra Sarchi, La notte ha la mia voce Opera prima: Un buon posto dove stare di Francesca Manfredi                                   |
| 2018 | Rosella Postorino                      | Le assaggiatrici | Francesco Targhetta, Le vite potenziali Helena Janeczek, La ragazza con la Leica Ermanno Cavazzoni, La galassia dei dementi Davide Orecchio, Mio padre la rivoluzione Opera prima: Gli 80 di Campo Rammaglia di Valerio Valentini                  |
| 2019 | Andrea Tarabbia                        | Madrigale senza suono | Giulio Cavalli, Carnaio Paolo Colagrande, La vita dispari Laura Pariani, Il gioco di Santa Oca Francesco Pecoraro, Lo stradone Opera prima: Hamburg di Marco Lupo                                                                                  |
| 2020 | Remo Rapino                            | Vita, morte e miracoli di Bonfiglio Liborio                                                                                            | Patrizia Cavalli, Con passi giapponesi Sandro Frizziero, Sommersione Francesco Guccini, Tralummescuro Ade Zeno, L'incanto del pesce luna Opera prima: Le isole di Norman di Veronica Galletta                                                      |
| 2021 | Giulia Caminito                        | L'acqua del lago non è mai dolce | Paolo Malaguti, Se l'acqua ride Paolo Neri, Sanguina ancora. L'incredibile vita di Fedor M. Dostoevskij Carmen Pellegrino, La felicità degli altri Andrea Bajani, Il libro delle case Opera prima: Dieci storie quasi vere di Daniela Gambaro      |